# Tchin Ťjo
Tchin Ťjo (barmsky: ထင်ကျော် [tʰɪ̀ɴ tɕɔ̀], v anglickém přepisu Htin Kyaw; * 20. července 1946) je barmský spisovatel a politik. Jako kandidát Národní ligy pro demokracii byl 15. března 2016 barmským parlamentem zvolen do funkce prezidenta. Vzhledem k tomu, že populární vůdkyně NLN Aun Schan Su Ťij nesmí podle Ústavy na post hlavy státu kandidovat, má ji Tchin Ťjo coby loajální kolega formálně zastoupit. Jde o druhého civilního prezidenta po desetiletích vojenské diktatury. 21. března 2018 Tchin Ťjo rezignoval ze zdravotních důvodů na svou funkci. Jeho povinnosti převzal generál Myint Swe zastávající funkci viceprezidenta.